# Cofradía de la Misericordia (Málaga)
La Cofradía de la Misericordia, cuya denominación oficial es Real, Ilustre y Venerable Cofradía de Nuestro Padre Jesús de la Misericordia, Santísimo Cristo de Animas y Nuestra Señora del Gran Poder y San Juan de Dios, es una hermandad de penitencia del barrio de El Perchel, de la ciudad de Málaga, miembro de la Agrupación de Cofradías, que participa en la Semana Santa malagueña.

## Historia
La Hermandad del Chiquito proviene de una Fusión de Hermandades; por un lado la del Cristo de la Misericordia, fundada en 1864. En 1865 realizó la primera Salida Procesional a la Catedral, la imagen de Nuestro Padre Jesús de la Misericordia. Tras el decaimiento generalizado de las cofradías malagueñas a finales del siglo XIX, se reorganiza en 1919 y se fusiona con Nuestra Señora de los Dolores y el Santísimo Cristo de Ánimas, una Hermandad que, siendo fundada en el siglo XVIII en la vecina parroquia de San Pedro, debido al cierre de esta última por estado de ruina, fue trasladada junto al archivo y a toda la Parroquia, a su homóloga del Carmen (pasando a llamarse esta última en aquel entonces Parroquia del Carmen y San Pedro debido a la fusión de ambas entidades eclesiásticas). Además, a instancias del propio párroco, cambiaría su advocación ese mismo año a ``Gran Poder´´.
En los sucesos de 1931 la Hermandad perdió los titulares cristíferos, salvándose únicamente la imagen mariana. El Nazareno estaba atribuido a José de Mora, siendo de una gran factura, así también su gran retablo en la Parroquia del Carmen.
La Hermandad se reorganiza en 1940 y fue en 1943 cuando se le encarga a Navas Parejo la actual talla, de gran inspiración en el desaparecido en los sucesos de 1931. La bendición se produjo el Domingo de Ramos de 1944, procesionando ese mismo año.
La antigua Casa Hermandad fue bendecida en 1983, y en la Semana Santa de 2012 estreno la nueva casa Hermandad , contigua a la Parroquia del Carmen.
Son famosos sus encierros tras el recorrido procesional donde se enfrentan a los dos tronos y se levantan a pulso, único encierro de estas características en Málaga, junto con los vítores que el barrio del Perchel les procesa desde que llegan por Ancha del Carmen tras todo el recorrido.

## Iconografía
En el primer trono, Jesús cae por el peso de la Cruz. Segundo trono, Dolorosa bajo palio.

## Imágenes
- El Nazareno de la Misericordia es una obra de José Navas Parejo , bendecido el Domingo de Ramos de 1944.[5]
- La Virgen del Gran Poder es una obra anónima del siglo XVIII, muy restaurada por Luis Álvarez Duarte (1977) y por Miñarro (2005).[6]

## Tronos
- El trono del Señor es obra de Cristóbal Velasco, de madera dorada en forma de carrete.

## Marchas dedicadas
Banda de Música:
- Aquella Virgen, Manuel Gómez Arribas (1960)
- Plegaria a Nuestra Señora del Gran Poder, Desiderio Artola Tena (1991)
- Misericordia, Perfecto Artola Prats y Desiderio Artola Tena (1992)
- Cristo de la Misericordia, Desiderio Artola Tena (1994)
- Mater Misericordiae, Desiderio Artola Tena (1994)
- Nuestra Señora del Gran Poder, Felipe Haro Monero (1994)
- Coronación litúrgica de Nuestra Señora del Gran Poder, Felipe Haro Moreno (1996)
- Madrugá Perchelera, Felipe Haro Moreno (1996)
- Camino de la Misericordia, Felipe Haro Moreno (1997)
- Nazareno de la Misericordia, Desiderio Artola Tena (1997)
- Pasa la Virgen del Gran Poder, Felipe Haro Moreno (1997)
- Madre del Gran Poder, Manuel Cano Murillo (1998)
- Misericordia, Señor, Manuel Vilches Martínez (1998)
- Pasión y Gloria, Desiderio Artola Tena (1998)
- Nuestro Padre Jesús de la Misericordia, José María Puyana Guerrero (1999)
- Gran Poder, Francisco Almudéver Chardí (2001)
- Jesús de la Misericordia, Mi chiquito, Rafael Huertas Soria (2001)
- Misericordia Perchelera, Manuel Espada Vicario (2001)
- Nazareno del Perchel, Manuel Cano Murillo (2001
- Virgen del Gran Poder, Luis Domínguez Domínguez (2001)
- Hermanos Portadores -Misericordia-, Manuel Mata Padilla (2003)
- Tu Misericordia, Primitivo José Buendía Picó (2003)
- Para el Cristo de la Misericordia, Manuel Mata Padilla (2004)
- A la Misericordia, Manuel Mata Padilla (2005)
- Gran Poder del Perchel, Manuel Mata Padilla (2005)
- Misericordia, Primitivo José Buendía Picó (2005)
- Pasa mi Cristo de la Misericordia, Manuel Mata Padilla (2005)
- Señora del Gran Poder, Luis Domínguez Domínguez (2005)
- Virgen de Plata, Juan Manuel Vílchez Checa (2005)
- Señor del Perchel, Salvador Vázquez Sánchez (2006)
- Señora de la Misericordia, Luis Domínguez Domínguez (2006)
- Madre del Gran Poder, Francisco Jesús Flores Matute (2008)
- Domine Misericordiae, Francisco Jesús Flores Matute (2010)
- Mater Nostra, Luis Domínguez Domínguez (2015)
- En tu Misericordia, David Gutiérrez Postigo (2019)
- Tu Poder es mi Fe, Ismael Sarmiento (2021)
- Señora del Gran Poder, José Antonio Molero Luque (2020)
- El Gran Poder de María, Rafael García Fernández (2022)

Cornetas y Tambores:
- Misericordia, Bernardo Poyuelo Domenet
- En tu caída Misericordia, Fernando Jiménez (2007)
- Caído en el Perchel, Sergio Pastor (2008)
- Reina del Gran Poder, José López García (2012)
- En tu Cruz divina Misericordia, Sergio Pastor (2013)
- Muéstranos Señor tu Misericordia, Javier Anaya (2018)
- Mi fe en tu Misericordia, Sergio Pastor (2020)

Agrupación Musical:
- No posee ninguna

## Recorrido Oficial
| Predecesor: Mena | Orden de entrada en el Recorrido Oficial (Jueves Santo) 7º lugar | Sucesor: La Esperanza |